# Waka/Jawaka
Waka/Jawaka je studiové album Franka Zappy, původně vydané v 5. července 1972. V roce 1989 bylo digitálně remasterované a vydané na verzi CD v roce 1989 a v roce 1995.

## Seznam skladeb
Všechny skladby napsal Frank Zappa.

### Strana 1
- 1. "Big Swifty" – 17:22

### Strana 2
- 1. "Your Mouth" – 3:12
- 2. "It Just Might Be a One-Shot Deal" – 4:16
- 3. "Waka/Jawaka" – 11:18

## Sestava
- Frank Zappa – kytara, perkuse
- Tony Duran – slide kytara, zpěv
- George Duke – piáno
- Sal Marquez – trubka, zpěv
- Erroneous (Alex Dmochowski) – baskytara, zpěv
- Aynsley Dunbar – bicí, tamburína
- Chris Peterson – zpěv
- Joel Peskin – tenor saxofon
- Mike Atschul – saxofon, další
- Jeff Simmons – kytara, zpěv
- Sneaky Pete Kleinow – pedal steel guitar
- Janet Ferguson – zpěv
- Don Preston – kytara
- Bill Byers – pozoun, baskřídlovka
- Ken Shroyer – pozoun, baskřídlovka